# Mine de Jan Karel
La mine de Jan Karel est une mine souterraine de charbon située en République tchèque.